# 坪井信道
坪井 信道（つぼい しんどう、寛政7年1月2日〈1795年2月20日〉 - 嘉永元年11月8日〈1848年12月3日〉）は、江戸時代後期の蘭医。父は坪井信行。家伝に岐阜中納言織田秀信の5世の孫、織田信長の7世の孫とされる。
美濃国池田郡脛永村（現・岐阜県揖斐郡揖斐川町）出身。幼くして両親を亡くし、各地を巡ってはじめは東洋医学を学んだが、文政3年（1820年）に江戸へ出て宇田川榛斎に蘭方医学を学んだ。文政12年（1829年）江戸深川に安懐堂、天保3年（1832年）江戸冬木町に日習堂という家塾を開いた。天保8年（1837年）には長州藩藩医に登用された。墓所は染井霊園。
著書に『診侯大概』、翻訳書に『製煉発蒙』、『万病治準』、『扶歇蘭杜神経熱論』がある。実子に二世信道となった信友、養子に幕府奥医師・信良がある。門下生には、緒方洪庵・青木周弼・川本幸民・杉田成卿・黒川良安・桑田立斎らがいる。
大正4年（1915年）、正五位を追贈された。

## 家族・親族
- 坪井信良（1823–1904）：蘭方医、幕府奥医師。お玉ケ池種痘所の開設に携わる。信道の女婿。
  - 坪井正五郎（1863–1913）：人類学・考古学者。信良の長男で信道の孫。妻は蘭学者箕作秋坪の長女。
    - 坪井誠太郎（1893–1986）：地質学・鉱物学者。正五郎の長男で信道の曾孫。妻は天文学者平山信の長女。
      - 坪井正道（1925–2020）：物理化学者。誠太郎の長男で信道の玄孫。妻は法学者中川善之助の次女。

    - 坪井忠二（1902–1982）：地球物理学・地震学者。正五郎の次男で信道の曾孫。妻は医学者島薗順次郎の長女。
- 坪井信友（1832–1867）：蘭方医。二世坪井信道。信道の実子。
  - 坪井航三（1843–1898）：海軍軍人、男爵。信友の養子。
    - 坪井九八郎（1876–1928）：実業家、貴族院議員、男爵。航三の長男。
    - 原顕三郎（1887–1971）：海軍軍人。航三の三男。
    - 牧野英一（1878–1970）：法学者。航三の娘婿。牧野良三の兄。　
      - 牧野紀之：牧野英一の孫。哲学者・ドイツ語学者。
      - 国枝昌樹：同上。駐シリア大使。妻の名付け親はカール・バルト。
- 坪井為春（1824–1886）：蘭方医、薩摩藩医。信道の娘婿。前名・大木忠益（仲益）、号・芳洲[6]。山形県米沢の郷医大木松翁（三智）の長男[7]。上杉家侍医堀内素堂に師事したのち上京し、信道の弟子を経て娘・幾の入婿となる[8]。薩摩藩医、蕃書調所手伝となり、1862年に西洋医学所教授、1878年埼玉県医学校教頭、翌年同校校長、埼玉県立病院院長就任[7]。
  - 坪井次郎（1863–1903）：為春の二男[9]。京都帝国大学医科大学初代学長[9]。妻の国子は有賀長雄の妹[10]。父の教え子である帝国大学初代総長渡辺洪基のもとで同大助教授に就任、渡辺が駐オーストリア特命全権公使として渡欧した際に同じ船で次郎もドイツへ留学した[10]。
    - 坪井芳治（1898–1960）：次郎の長男。小児科医。魯迅の息子の主治医[11][10]
      - 斎藤祥男：芳治の娘婿。駿河台大学大学院教授[12][10]。著書に『蘭医家坪井の系譜と芳治』がある。

    - 河合栄之助（1893–1962）：次郎の二女・信子の夫。陶芸家[13][10]。

- 信道の伯父の子孫に坪井九馬三がいる[10]。